# 施耐庵著书处旧址
施耐庵著书处旧址位于中国江苏省淮安市淮安区淮城街道大香渠巷6号（西长街西侧，镇淮楼西路北侧），坐东朝西，为施耐庵、罗贯中师徒二人的住处和写作《水浒传》、《三国演义》的地点。
明初，施耐庵（1296—1370）迁居淮安，父亲施元德在淮安西门内土地祠后为他寻得住处，并在这里创作《水浒传》，直到去世。几个月后，学生罗贯中带着未完成的《三国演义》书稿离开淮安。旧址现存房屋数十间，砖雕、木雕精美。

## 保护
2009年6月12日，施耐庵著书处旧址列为第四批淮安市文物保护单位。2023年，施耐庵、罗贯中著书处老宅院还原项目开工。